# تور (مدينة)
طُرش أو تُرش (بالفرنسية: Tours تور) هي مدينة تقع على نهر اللوار في وسط غرب فرنسا. وهي عاصمة مقاطعة أندر و لوار (Indre-et-Loire) وأيضاً أكبر مدنية في الجهة الوسطى وتعد مدينة تاريخية ومركز اقتصادي هام.
يبلغ عدد سكان المدينة وحدها قرابة 138.000 نسمة بينما يبلغ عدد سكان منطقة طرش الحضرية 380.000 نسمة (إحصاءات 2007 المعهد الوطني للإحصاء والدراسات الاقتصادية) كما يطلق على الجهة التي تتواجد فيها طرش بستان فرنسا.

## تاريخ

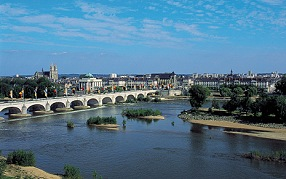

### معركة بلاط الشهداء
في أواخر شعبان حتى أوائل شهر رمضان 114 هـ الموافق أكتوبر 732م: اشتعلت معركة «بلاط الشهداء» بين المسلمين بقيادة «عبد الرحمن الغافقي» والفرنجة بقيادة «شارل مارتل»، وجرت أحداث هذه المعركة في فرنسا في المنطقة الواقعة بين مدينتي «تور» و«بواتييه»، وقد اشتعلت المعركة مدة عشرةَ أيامٍ، ولم تنتهِ المعركة بانتصارِ أحد الفريقين، لكنَّ المسلمين انسحبوا بالليل وتركوا ساحة القتال. قال عنها البعض أنها حفظت الوجود المسيحي في أوروبا.

## توأمة
لتور (مدينة) اتفاقيات توأمة مع كل من:
- براشوف
- مولهايم أن در رور
- شقوبية
- بارما
- لويانغ
- تاكاماتسو
- منيابولس
- زومباثلي
- سطات
- مراكش
- رغوس

## معرض صور

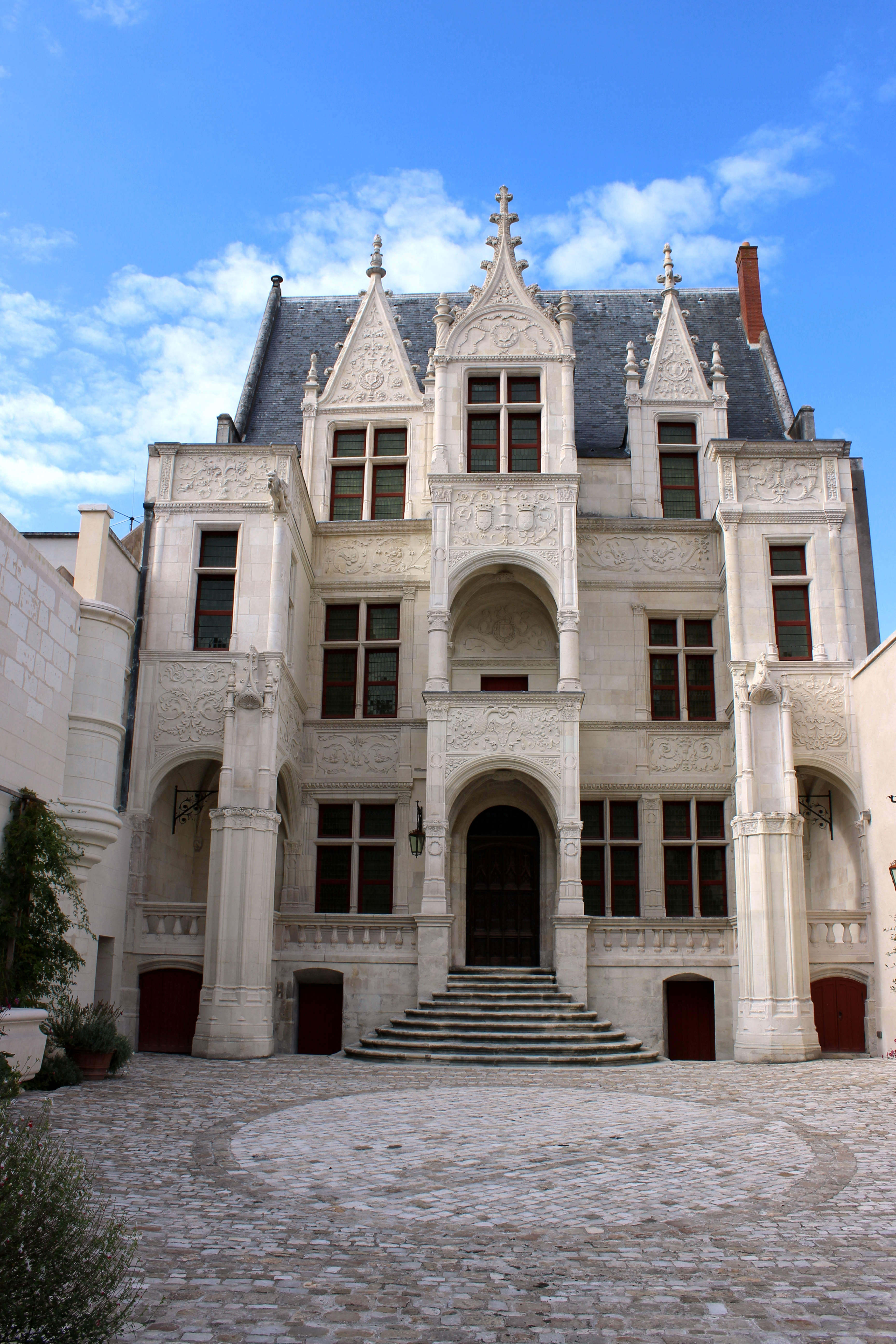
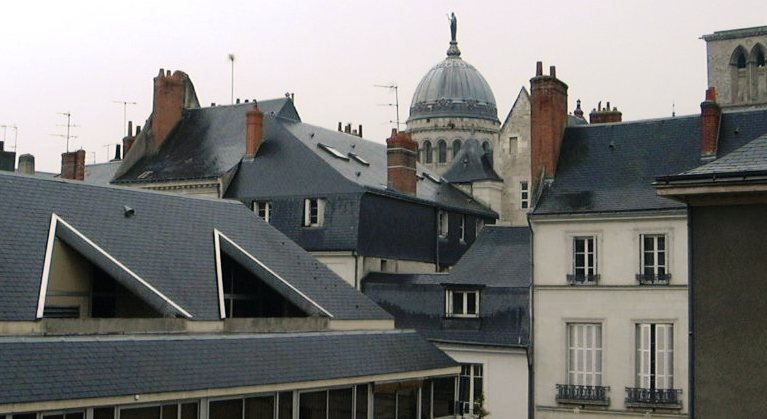
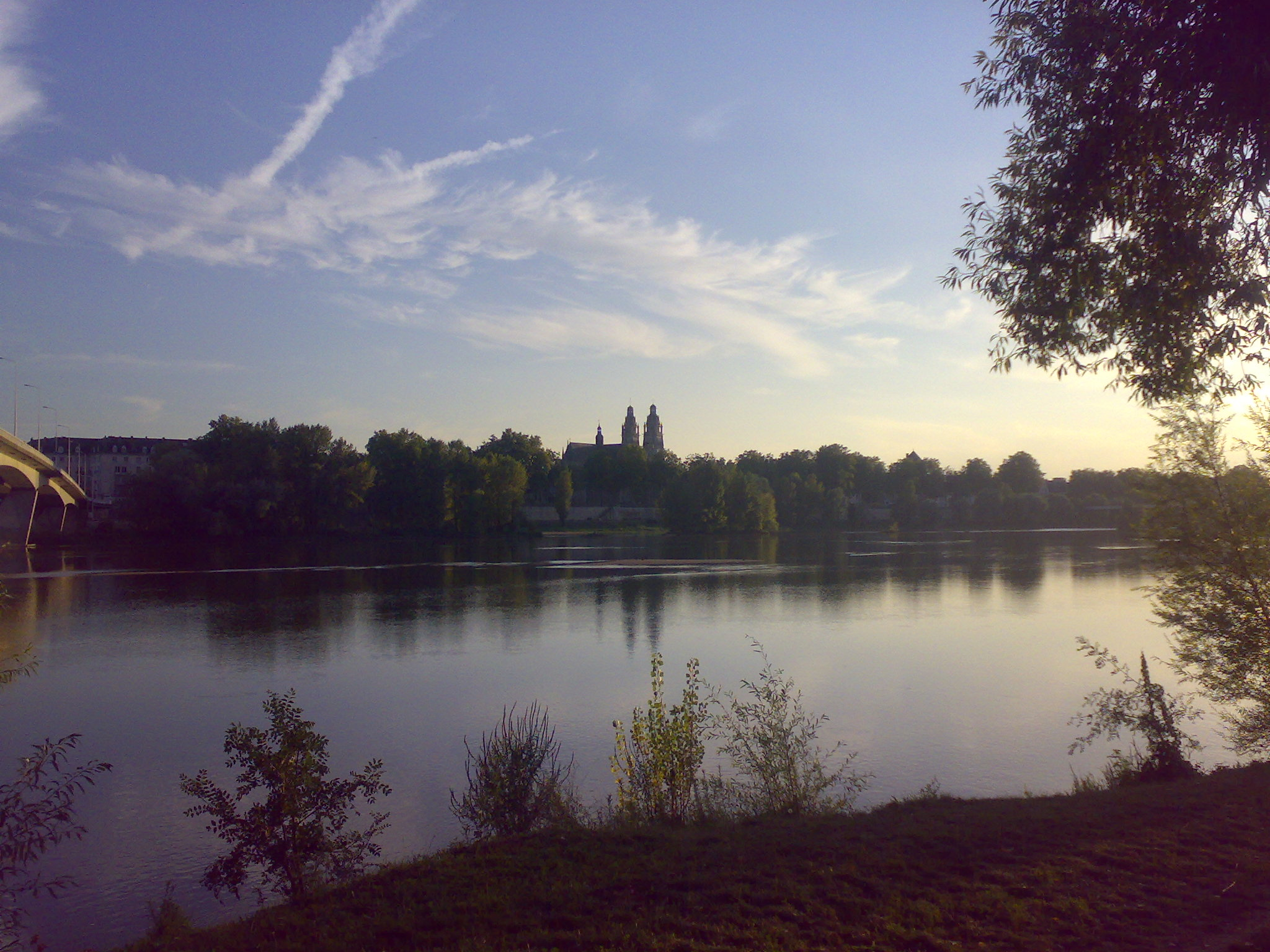
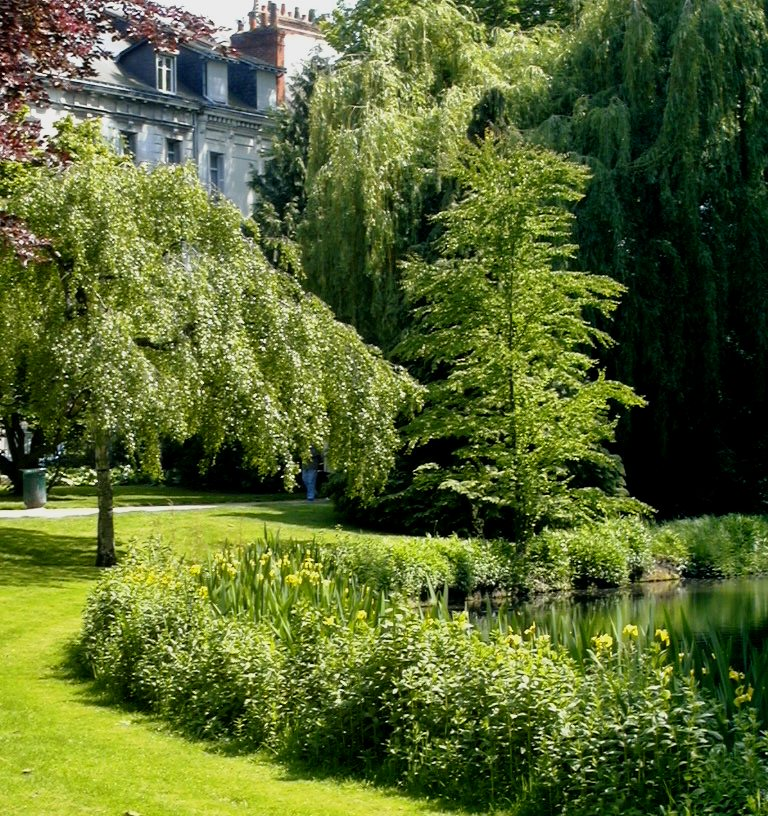
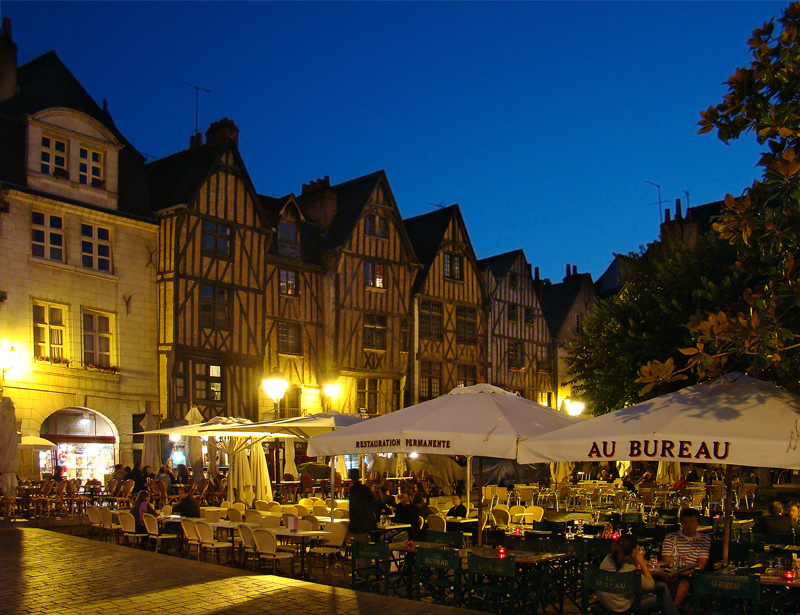
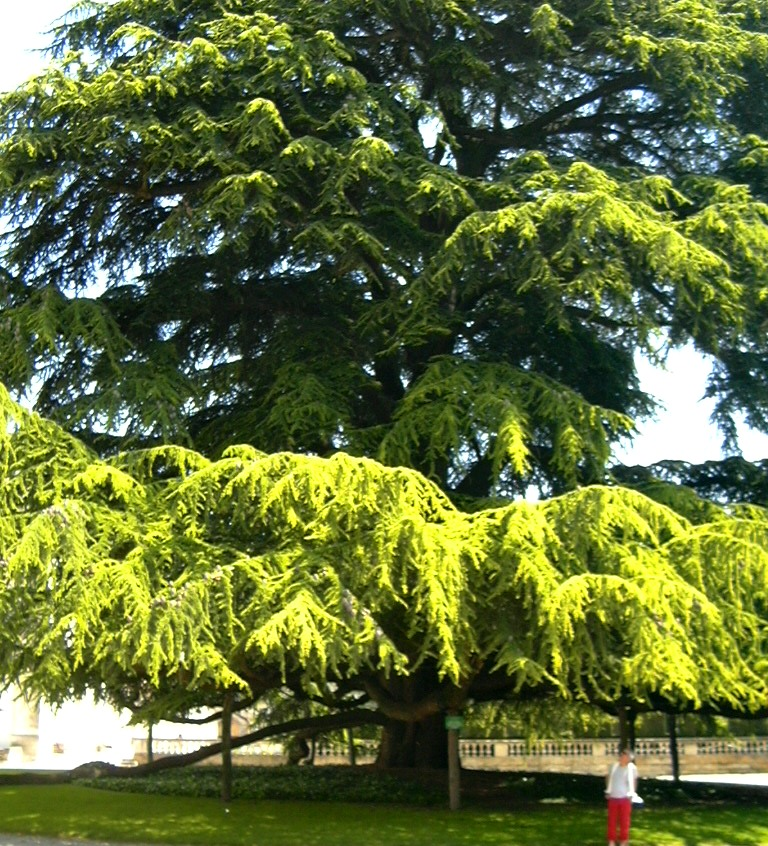

## أعلام
- برنارد لاما
- زاز
- إيف شوفان
- غابرييل لامي
- جان فوكيه
- إيف بونفوا
- مارتين التوروزي
- ألكوين

## مواقع خارجية
- Official website (بالفرنسية)
- تور (مدينة)
- Tours and its agglomeration on video نسخة محفوظة 14 يونيو 2007 على موقع واي باك مشين. (from www.toursmetropole.fr)
- Architecture of Tours
- François Rabelais University, Tours
- Satellite picture by Google Maps